# Villa di Serio
Villa di Serio – miejscowość i gmina we Włoszech, w regionie Lombardia, w prowincji Bergamo.
Według danych na styczeń 2009 gminę zamieszkiwało 6555 osób przy gęstości zaludnienia 1437,5 os./1 km².